# Шаян Тагаві
Шаян Тагаві (перс. شایان تقوی, нар. 4 червня 1992, Тегеран, Іран) — іранський футболіст, лівий захисник київського «Арсенала».

## Життєпис
Шаян Тагаві народився 4 червня 1992 року в Тегерані. До 2013 року виступав у юнацькій та молодіжній командах клубу «Нафт Тегеран». Потім перейшов у дорослу команду клубу, в якій виступав до завершення сезону 2013/14 років. У 2014 році перейшов до складу клубу «Парс Джонубі», який виступав у другому дивізіоні іранської першості. Кольори цього клубу захищав до 2016 року.
Влітку 2016 року прибув на перегляд до представника першої ліги чемпіонату України, київського «Арсенала», але через бюрократичні процедури був заявлений лише у лютому 2017 року. Вперше потрапив до заявки на матч свого нового клубу 1 квітня 2017 року. У тому поєдинку «Арсенал» зіграв у нульову нічию з охтирським «Нафтовиком», а Шаян просидів увесь поєдинок на лаві для запасних.